# Hrad u Bezníka
Hrad u Bezníka je zaniklý hrad, který ve třináctém století stával nad soutokem dvou potoků jihovýchodně od vsi Bezník v okrese Jičín v Královéhradeckém kraji. Ačkoliv je označován podle Bezníka, jeho pozůstatky se nachází v katastrálním území Borek u Miletína.

## Historie
O hradu se nedochovaly písemné prameny ani se nepodařilo získat žádné archeologické nálezy, které by umožnily datovat dobu jeho vzniku. Předpokládá se, že byl založen řádem německých rytířů z miletínské komendy, který po roce 1241 kolonizoval okolní krajinu. Ve druhé polovině třináctého století se řád dostal do finančních potíží, a hrad u Bezníka byl opuštěn.

## Stavební podoba
Jednodílný hrad byl postaven na ostrožně nad soutokem dvou potoků. Měl půdorys protáhlého oválu a v hradním jádru se nedochovaly žádné stopy zástavby. V terénu jsou patrné pozůstatky dvou příkopů a valu, které chránily severovýchodní a jihovýchodní stranu.

## Přístup
Lokalita je volně přístupná, ale nevede k ní žádná turisticky značená trasa. Jižně od místa je podél silnice žlutě značena trasa z Borku do Vřesníka.